# Kenichi Mori
Kenichi Mori (født 23. oktober 1984) er en tidligere japansk fodboldspiller.
Han har spillet for flere forskellige klubber i sin karriere, herunder Mito HollyHock.